# Pyrine
La pyrine (ou marénostrine) est une protéine du cytoplasme des monocytes, constituée de 781 acides aminés.
Le nom pyrine a été donné par le consortium américain en référence au feu en grec (fièvre), et marénostrine a été donné par le consortium français en référence à la mer méditerranée en latin (surnommée : "mare nostrum" = notre mer, par les Romains, qui en avaient conquis tout le pourtour au Ier siècle).
Cette protéine a une activité pro-inflammatoire .
En mai 2000, la deuxième conférence internationale sur la FMF à Antalya en Turquie, faisait état de 26 mutations connues. Le site Infevers recense 391 variations génétiques en 2022 .
Cette protéine est codée par le gène MEFV responsable de la FMF ou fièvre méditerranéenne familiale ou maladie périodique (terme devenu désuet). Les mutations à l'origine de la fièvre méditerranéenne familiale sont localisées majoritairement dans l'exon 10 du gène MEFV mais certaines mutations peuvent donner des formes atypiques de transmission autosomique dominante,, . Les mutations dans l'exon 2 sont responsables de la PAAND (Pyrin-Associated Autoinflammation with Neutrophilic Dermatosis), une dermatose neutrophilique auto-inflammatoire .
La pyrine est un récepteur qui peut former un inflammasome. Des catabolites d'hormones sexuelles (la pregnanolone et l'étiocholanolone) peuvent activer, in vitro, l'inflammasome pyrine. L'activation de l'inflammasome pyrine par ces stéroïdes rend compte de la "fièvre stéroïde" (ou "etiocholanolone fever"), une entité nosologique décrite dans les années 1960 : l'injection d'étiocholanolone provoquait chez des sujets sains des symptômes semblables à ceux de la fièvre méditerranéenne familiale .